# Indiai-óceáni palackorrú delfin
Az indiai-óceáni palackorrú delfin (Tursiops aduncus) az emlősök (Mammalia) osztályának párosujjú patások (Artiodactyla) rendjébe, ezen belül a delfinfélék (Delphinidae) családjába tartozó faj.

## Előfordulása
Az Indiai-óceánban és a Csendes-óceánban él.

## Megjelenése
Nagyon hasonlít a palackorrú delfinre. A testhossza 2,6 méter. Testtömege legfeljebb 230 kilogramm.

## Életmódja
Társas lény, a csapat 5-15 delfinből áll. Tápláléka halak és fejlábúak.

## Szaporodása
A vemhesség 12 hónapig tart, ennek végén 1 borjat szül. A borjú születéskor 0,84-1,5 méteresek és 9-21 kilogramm tömegűek. Az elválasztás 1,5-2 évesen történik.

## Fordítás
- Ez a szócikk részben vagy egészben  az   Indo-Pacific bottlenose dolphin című angol Wikipédia-szócikk fordításán alapul.  Az eredeti cikk szerkesztőit annak laptörténete sorolja fel. Ez a jelzés csupán a megfogalmazás eredetét és a szerzői jogokat jelzi, nem szolgál a cikkben szereplő információk forrásmegjelöléseként.